# Oued El Djemaa
Oued El Djemaa (în arabă وادى الجمعة) este o comună din provincia Relizane, Algeria.
Populația comunei este de 23.480 de locuitori (2008).